# Ozimina (powieść)
Ozimina – powieść eksperymentalna Wacława Berenta, trzecia w jego dorobku, opublikowana po raz pierwszy w 1911 r.
Akcja powieści dzieje się w ciągu jednego wieczoru w lutym 1904 roku (na rok przed wybuchem rewolucji rosyjskiej) i obejmuje wieczór karnawałowy w warszawskim salonie barona Niemana. Dopiero w ostatniej, czwartej części książki akcja przenosi się na ulicę.
Uczestnikami imprezy są ludzie różnego pochodzenia i poglądów: oprócz gospodarza z rodziną jest tam także będący w podeszłym wieku weteran walk narodowowyzwoleńczych, przedstawiciele arystokracji i plutokracji, damy z bawidamkami, młodzież, ksiądz, rosyjski pułkownik, profesor, szlachcic z Litwy, para znanych śpiewaków oraz anonimowe tło.
Dla autora najważniejszy był podział tych postaci na dwie grupy: warstwę wykształconą i lud.

## Konstrukcja powieści
Najważniejszą cechą powieści Berenta jest dramatyzacja przedstawionego świata (charakterystyczna dla młodopolskiej powieści początku XX w.), którą cechują krótkie scenki ukazywane w dużym zbliżeniu, koncentrujące się wokół wyraziście zarysowanych wydarzeń.
Występuje zasada jedności czasu i miejsca – brak natomiast jedności akcji (w utworze scenki nie koncentrują się wokół przewodniej intrygi).
Zdarzenia w powieści przedstawione są tak, jakby działy się na oczach widza – tak jak w dramacie (autor nie podaje historii salonu, ani tego, co działo się wcześniej). Jest to tak zwane opowiadanie unaoczniające.
Tak jak w utworze dramatycznym, przeszłość pojawia się tylko w dialogach bohaterów.
Szczególny nacisk położył autor na interakcje i układy między postaciami. Dyskusja między nimi ma charakter pierwszoplanowy, dyskusyjność jest główną zasadą kompozycyjną Oziminy.
Przestrzeń ani razu nie zostaje ujęta ogólnie, dominuje wyrywkowość i skupienie uwagi na małym kawałku przestrzeni.
Powieść nawiązuje do tradycji zachodniej prozy realistycznej, a konkretniej typu – Bildungsroman (powieść o formowaniu się jednostki, gdzie na przestrzeni kilkuset stron czytelnik obserwuje ewolucję przeważnie młodego bohatera). W Oziminie dojrzewanie Niny zostaje ograniczone do jednej nocy, w czasie której wypracowuje sobie własne poglądy.
Można precyzyjnie określić ogólny czas powieści, natomiast przemilczany zostaje czas dziania się poszczególnych scenek i epizodów. Autor zadbał jednak o porządek chronologiczny tych scenek.
Ozimina ma również cechy powieści polifonicznej, gdzie przedmiotem zainteresowania czytelnika są różne świadomości bohaterów, ujawniane w kontakcie z innymi postaciami. Wypowiedzi bohaterów nie podlegają komentarzowi odautorskiemu, a więc wartościowaniu, repliką mogą być tylko wypowiedzi innych postaci. I tylko z takiej dyskusji postaci czytelnik może wystawić jakąś ocenę.
Narrator został zredukowany do podawania opisów (podobieństwo do didaskaliów), ale i te opisy podporządkowane są postaciom, tzn. opisują to, co widzi dana postać.
Groteska ujawnia się na styku różnych stylów bohaterów, co prowadzi do patosu sąsiadującego z wulgarnością. Występuje mnogość „zwierzęcych” metafor (poruszanie się po salonie jak bąk, rybie wargi etc.).

## Aluzje literackie
- Balowa noc ewokuje III cz. Dziadów Adama Mickiewicza (Salon warszawski, Bal u senatora).
- Zaremba tak widzi Ninę, jak Hrabia Zosię w Panu Tadeuszu (skojarzenie z Amalteą).
- Liczne aluzje do Lalki Bolesława Prusa.
- Pojawiają się także motywy z literatury obcej – Noc Walpurgii z I cz. Fausta Johanna Wolfganga von Goethego.
- Najwięcej jest aluzji do Wesela Wyspiańskiego: (np. szybko zmieniające się sceny, kukła Murzyna – odpowiednik Chochoła). Liczne aluzje także do innych dramatów Wyspiańskiego. Współcześni odbiorcy Oziminy postrzegali tę powieść jako „warszawskie Wesele”.
- Odwołania mitologiczne do mitu Demeter i Persefony oraz do mitu Dionizosa (zgodne z duchem epoki połączenie Dionizosa z Chrystusem).

## Recepcja powieści
Berent pisał książkę po rewolucji rosyjskiej 1905 r. (pierwsze wydanie w 1911) – chciał, aby czytelnik w trakcie lektury wziął pod uwagę późniejsze wydarzenia historyczne, a zwłaszcza to, co nastąpiło po rewolucji.
Bezspornie doceniano eksperymentalną formę powieści, natomiast treść odczytywano jako wypowiedź polityczną autora, więc ocena książki przez poszczególnych publicystów zależała od ich poglądów.
Za stworzenie postaci rosyjskiego pułkownika oskarżano Berenta o zdradę narodową. Autor spodziewał się takiej reakcji, dlatego mocno umotywował pojawienie się tej postaci w salonie.
Ozimina spopularyzowała motyw „narodowej nocy” (widoczny również w Balu w Operze Tuwima).
Powieści Berenta wywarły znaczny wpływ na wczesne powieści Juliusza Kadena-Bandrowskiego.